# Пипер, Фердинанд
Фердинанд Пипер (17 мая 1811 — 28 ноября 1889, Берлин) — германский протестантский богослов и археолог, историк христианского искусства, педагог и духовный писатель.

## Биография
Фердинанд Пипер родился в семье учителя, с 7 до 18 лет учился в школе Штральзунда. В школе обучился игре на нескольких музыкальных инструментах, в 1829 году получил аттестат зрелости, затем поступил в Берлинский университет изучать богословие и философию. В Берлине отучился три года, затем планировал продолжить образование в Бонне, но в итоге предпочёл Гёттингенский университет, где дополнительно изучал астрономию. 20 июня 1835 года получил степень лиценциата богословия. После этого занимался в Гёттингене исследованиями по церковной истории, совершив однажды длительную поездку в Швейцарию. 
В 1840 году вернулся в Берлинский университет, где габилитировался по церковной истории и через два года получил звание экстраординарного профессора. Основным направлением его работы в этот период стала подготовка предложения о реформе протестантского церковного календаря (при поддержке короля Фридриха Вильгельма IV). Стал также основателем новой дисциплины, названной им «монументальное богословие» (мифология и символика христианского искусства). 
В 1853—1854 годах занимался археологическими раскопками в Италии (в первую очередь в Равенне и Риме), в 1857 году — в Англии и Франции. Уже в 1849 году его усилиями был основан при государственной поддержке музей христианского искусства в Берлине, где Пипер выступал с лекциями. В 1869—1870 годах вновь был в экспедиции в Италии и Греции. Никогда не был женат. Летом 1889 года отправился в Рюген, где его здоровье сильно ухудшилось; скончался через несколько месяцев от воспаления мозга.
Главные его труды: «Zeugen der Warheit» (Лейпциг, 1873—1875), «Kirchenrechung» (Берлин, 1841), «Geschichte des Osterfestes» (Берлин, 1845), «Mythologie und Symbolik der christlichen Kunst» (Веймар, 1847—51), «Ueber den christlichen Bilderkreis» (Bеймар, 1852), «Anleitung in die monumentale Theologie» (Гота, 1867).